# کاشیبا، نارا
۳۴°۳۲′ شمالی ۱۳۵°۴۲′ شرقی / ۳۴٫۵۳۳°شمالی ۱۳۵٫۷۰۰°شرقی
کاشیبا در استان نارا در کشور ژاپن واقع شده‌است  که دارای جمعیت ۷۲٬۹۶۷ نفر و مساحت ۲۴٫۲۳ کیلومتر مربع با تراکم جمعیت ۳٬۰۱۱  نفر در کیلومترمربع است و در تاریخ ۱ اکتبر ۱۹۹۱ به عنوان شهر شناخته شد.